# Зайцева, Татьяна Ивановна
Зайцева Татьяна Ивановна (11 марта 1957, д. Новая Бия, Вавожский район, Удмуртская АССР) — литературовед, литературный критик, доктор филологических наук, заведующая кафедрой удмуртской литературы и литературы народов России в Удмуртском государственном университете.
Специалист по современной удмуртской литературе, член Союза журналистов, член Союза писателей РФ, член УМС «Языки и литературы народов РФ» (г. Казань), член комиссии по присуждению литературных премий Правительства Удмуртской Республики, член диссертационного совета Д. 212.301.03 при ФГБОУ ВПО «Чувашский государственный университет им. И. Н. Ульянова», член диссертационного совета Д. 212.117.09 при ФГБОУ ВПО «Мордовский государственный университет им. Н. П. Огарева», член диссертационного совета Д. 212.275.06 при ФГБОУ ВПО «Удмуртский государственный университет».

## Биография
Зайцева Татьяна Ивановна родилась 11 марта 1957 г. в д. Новая Бия Вавожского района Удмуртской АССР в семье служащих.
В 1980 г. окончила филологический факультет УдГУ, обучалась в аспирантуре Института мировой литературы им. А. М. Горького АН СССР (г. Москва). По окончании в 1980 г. филологического факультета Удмуртского государственного университета некоторое время работала лаборантом в Удмуртском НИИ при СМ УАССР, откуда была направлена на стажировку, затем в аспирантуру Института мировой литературы в Москве.
В 1986 г. защитила диссертацию по теме «Образ героя и жанровые процессы в современной прозе литератур народов Поволжья (1950—1980-е гг.)» и продолжила работу в Удмуртском НИИ в должности старшего научного сотрудника.

## Преподавательская деятельность
В 1987—1989 гг. была куратором и преподавателем в удмуртской группе ГИТИСа, затем в 1989—1991 гг. преподавала удмуртский язык и литературу удмуртской группе студентов в Литературном институте им. А. М. Горького. С преподавательской работой совмещала исполнение обязанностей научного сотрудника Удмуртского НИИ, реорганизованного в 1988 г. в Удмуртский институт истории, языка и литературы Уральского отделения РАН. Вернувшись из Москвы, с 1992 г. работает на кафедре удмуртской литературы и литератур народов России Удмуртского государственного университета, с 2004 г. заведующая кафедрой.

## Публикации

### Монографии
- Зайцева, Т. И. Идеал и реальность: Герой и конфликт в художественной литературе народов Поволжья и Приуралья (50-80-е гг.). — Ижевск: УИИЯЛ УрО РАН, 1993. — 128 с. 8,44 п. л.
- Зайцева, Т. И. Современная удмуртская проза (1980—2000-е гг.): научное издание. Ижевск: Удмуртский государственный университет, 2006. — 174 с. 11,21 п. л.
- Зайцева, Т. И. Удмуртская проза второй половины ХХ — начала XXI века: национальный мир и человек: Монография. — Ижевск: Изд-во «Удмуртский университет», 2009. — 376 с. 22,2 п. л.
- Зайцева, Т. И., Павлова И. Ф. Удмуртская детская литература и детская книга Удмуртии (1960—2010-е гг.): Сб. науч. ст. — Ижевск: Издательский центр «Удмуртский университет», 2015. 13 п. л.

### Учебные и учебно-методические пособия
- Зайцева, Т. И. Современный удмуртский литературный процесс: Методические рекомендации к учебному курсу. — Ижевск: Удмуртский государственный университет, 2007. — 48 с. 2,81 п. л.
- Зайцева, Т. И. Литература народов России: Учебно-методическое пособие / Р. З. Хайруллин, Т. И. Зайцева / Отв. Ред. Т. И. Зайцева. 2-е изд., доп. и перераб. — Ижевск: Удмуртский государственный университет, 2007. — 76 с. 4,42 п. л.
- Зайцева, Т. И. Удмуртская литература в 1970—2000-е годы: Учебно-методическое пособие / Т. И. Зайцева, В. Л. Шибанов. — Ижевск: Удмуртский государственный университет, 2008. — 136 с. (на удм. яз.). 5,31 п. л.
- Зайцева, Т. И. Современная удмуртская детская литература: Учебно-методическое пособие / Т. И. Зайцева, Г. А. Глухова. — Ижевск: Удмуртский государственный университет, 2008. — 28 с. 1,6 п. л
- Зайцева, Т. И. История удмуртской литературы: учеб. метод. комплекс / Г. А. Глухова, Т. И. Зайцева. — Ижевск: Изд-во «Удмуртский государственный университет», 2010. — 66 с. 3,9 п. л.
- Зайцева, Т. И. Удмуртская литература в 1970—2010-е годы: Учебно-методическое пособие / Т. И. Зайцева, В. Л. Шибанов. — Ижевск: Удмуртский государственный университет, 2010. — 136 с. (на удм. яз.). Издание доп., переработ. 5,31 п. л.
- Арекеева С. Т., Зайцева Т. И. Удмуртская драматургия ХХ — начала XXI века: уч. метод. пособие. — Ижевск: Изд-во «Удмуртский университет», 2015. 8,06 п. л.
- Удмуртская детская литература в критике и литературоведении: хрестоматия / сост. И. Ф. Павлова, Т. И. Зайцева; отв. за выпуск Т. И. Зайцева. — Ижевск: Изд-во Удмуртский университет", 2015. 11,6 п. л.

### Статьи, опубликованные в реферируемых научных журналах, входящих вперечень ВАК
- Зайцева, Т. И. Современная удмуртская мемуарно-биографическая проза: художественные особенности и тенденции развития // Вестник Чувашского университета. Гуманитарные науки. — 2006. — № 5. — С. 164—173. 0,6 п. л.
- Зайцева, Т. И. Генрих Перевощиков и современная удмуртская проза: суть перемен // Вестник Вятского государственного гуманитарного университета. — 2008. — № 2(2). — С. 121—124. 0,4 п. л.
- Зайцева, Т. И. Современная удмуртская проза и фольклор: особенности взаимодействия, национальная специфика // Вестник Челябинского государственного педагогического университета. — 2008. — № 8. — С. 176—185. 0,48 п. л.
- Зайцева, Т. И. Духовная проза М. Г. Атаманова как явление современной удмуртской литературы // Известия Волгоградского государственного педагогического университета. Серия: Филологические науки. — 2008. — № 10 (34). — С. 202—205. 0,4 п. л.
- Зайцева, Т. И. Современная проза Удмуртии: между национальным и массовым // Известия Уральского государственного университета. Серия 2. Гуманитарные науки. — 2008. — Вып. 16 (№ 59).- С. 226—236. 0,75 п. л.
- Зайцева, Т. И. Документальная основа современной удмуртской прозы // Гуманитарные науки в Сибири. Серия: Филология. — 2008. — № 4. — С. 39-42. 0,46 п. л.
- Зайцева, Т. И. Мир детства в современной удмуртской прозе // Вестник Воронежского государственного университета. Серия: Филология. Журналистика. — 2008. — № 1. — С. 42-45. 0,42 п. л.
- Зайцева, Т. И. Почерки новой эпохи: о повести удмуртского писателя Г. Красильникова «Остаюсь с тобой» // Филология и человек.- 2009. — № 3. С. 182—189. 0,4 п. л.
- Зайцева, Т. И. Жанр комедии в творчестве удмуртских «шестидесятников» // Вестник Чувашского университета. Гуманитарные науки. Чебоксары, 2012. № 2. — С. 316—319. (в соавт.).
- Зайцева, Т. И. Лирическая проза в творчестве писателей Урало-Поволжья (1960—1970-е годы) / Гуманитарные науки и образование. — 2012. — № 2. — С. 63-66.
- Зайцева, Т. И. Литературный портрет в творчестве современных удмуртских писателей // Вестник Чувашского университета. Гуманитарные науки. − 2012. − № 1. − С. 285—288.
- Зайцева, Т. И. Сюжет «бегства» и образ «беглого» человека в удмуртской прозе 1920—1930-х гг. // Финно-угорский мир. — 2013. — № 3. — С. 26-31.(соавт. С. Т. Арекеева).
- Зайцева, Т. И. Кузебай Герд в становлении удмуртской детской литературы и книгоиздания //Вестник Казанского государственного университета культуры и искусств. 2013. № 4. Ч. 2 С. 39-42. (соавт. И. Ф. Павлова.).
- Зайцева, Т. И. Семантический уровень структуры языка в повести удмуртского прозаика Г.Перевощикова «В пору цветения земляники» // Вестник Чувашского государственного педагогического университета им. Яковлева. — 2014. — № 1.(81). — С. 37-40. (соавт. Е. А. Булычева).
- Зайцева, Т. И. Переводная детская книга у истоков удмуртской литературы // Гуманитарные науки и образование. 2014. — № 1. — С. 118—120. (соавт. И. Ф. Павлова).

### Научные публикации в других изданиях
- Удмуртская «производственная» проза 1970—1980-х годов // Литература Урала: история и современность: сб. ст. Вып. 5: Национальные образы мира в региональной проекции" / Институт истории и археологии УрО РАН. — Екатеринбург: Изд-во Урал. ин-та, 2010. С. 155—162.
- Отчего болит душа писателя Михаила Атаманова // Этногенез удмуртского народа. Этнос. Язык. Культура. Религия: Сборник статей и материалов Международной научной конференции, посвященной 65-летию доктора филологических наук, ученого-филолога, автора эпоса «Тангыра», переводчика Библии на удмуртский язык, члена Союза писателей России Атаманова Михаила Гавриловича / Науч. ред. Н. И. Леонов, сост.-ред. А. Е. Загребин, А. В. Ишмуратов, Р. В. Кириллова; отв. ред. Д. И Черашняя. — Ижевск: Изд-во «Удмуртский университет», 2011. С. 254—256.
- У истоков удмуртской авторской сказки // Роль просветителей финно-угорских и тюркских народов в становлении и развитии литературы, образования и культуры Урало-Поволжья: сб. ст. — Ижевск: Изд-во «Удмуртский университет», 2011. С. 155—159.
- К вопросу о становлении удмуртской драматургии // Филологические исследования на рубеже ХХ — XXI веков: традиции, новации, итоги, перспективы. Сб. статей по итогам Всероссийской научной конференции (19-21 октября 2011 г., г. Сыктывкар). Сыктывкар, 2012. С. 179—181.
- Мифологическое начало в повести удмуртского прозаика Никвлада Самсонова «Рок» // Дергачесвские чтения — 2011. Русская литература: национальное развитие и региональные особенности: Материалы Х Всероссийской науч. конф., посвященной 100-летию со дня рожд. И. А. Дергачева, Екатеринбург, 6-7 окт. 2011.: в 3 т. [сост. А. В. Подчиненов]. — Екатеринбург: Изд-во Урал. ун-та, 2012, Т.3. 360 с. С. 85-88.
- Современная удмуртская проза: человек и мир, эволюция, художественные особенности // Национальные литературы республик Поволжья (1980—2010 гг.): коллективная монография / науч. ред. В. Р. Аминева. — Барнаул: ИГ «Си-пресс», 2012. — С. 133—152.
- Познавательная книга в репертуаре изданий детской литературы Удмуртии // Особенности концепций творчества в культуре Урало-Поволжья: Материалы межрегиональной науч.-практ. конф. / Сост. и науч. ред. Е. Р. Якимова. — Чебоксары: «Новое Время», 2013. С. 192—196. (соавт. И. Ф. Павлова).
- Литературные взаимосвязи в трудах ученых региона // Актуальные проблемы удмуртоведения в контексте компаративистики, контактологии и типологии языков. Сб. науч. Ст. Ижевск: Изд-во «Удмуртский университет», 2013. — С. 241—245.
- Бадзым писателен артэ = Рядом с большими писателями // Кенеш, 2013, № 11-12. С. 85-91.
- Детские книги удмуртского писателя Г. Ходырева // Проблемы филологии народов Поволжья: материалы Всероссийской научно-практической конференции (17 — 19 апреля 2014 г.). / отв. редактор А. Т. Сибгатуллина. — Вып. 6. — М. — Ярославль: Ремдер, 2014. С. 95 — 100.
- Вопросы изучения удмуртской детской литературы и детской книги второй половины ХХ — начала XXI века // Книжная культура региона: исторический опыт и современная практика: материалы III Всерос. (с междунар. участием) науч. Конф. (Челябинск, 23 апреля 2014 г.) / ФГБОУ ВПО «Челяб. гос. акад. культуры и искусств»; ГУК «Челяб. обл. унив.науч. б-ка»; ред.кол.: В. Я. Рушанин (предс.), Н. О. Александрова, Н. М. Запекина и др. — Челябинск, 2014. — 379 с. (соавт. Павлова И. Ф., Семенов А. Ф.)
- Публицистическое начало в удмуртской драматургии «семидесятых» // Проблемы марийской и сравнительной филологии: сб. ст. / Мар. гос. ун-т; отв. Ред. Р. А. Кудрявцева. Йошкар-Ола, 2014. — С. 101—104.
- Удмурт нылпи литература 1960-80-тӥ аръёсы: чеберлыко сӧзнэтэзлэн аспӧртэмлыкъёсыз // Вордскем кыл. — 2014. — № 10. — С. 44-45.
- Поиски нового театра в творчестве современных удмуртских авторов // Роль интеллигенции в просвещении удмуртского народа: сборник статей / сост. Т. И. Зайцева, С. Т. Арекеева. — Ижевск: «Удмуртский университет». 2014. — С. 187—190.
- Кидыстэк ӧвӧл нянь, нылпитэк ӧвӧл улон (интервью) // Вордскем кыл. — 2014. — № 5. — С. 24-25.
- Значение творчества Г. Симакова и Е. Загребина в истории удмуртской детской литературы // Проблемы создания региональной истории литератур народов Поволжья: материалы региональной научно-практической конференции / сост. и науч. ред. А. Ф. Мышкина. — Чебоксары: «Новое время». — 2014. — С. 123—128.
- Внутренний мир человека в освоении современной удмуртской драматургией // Ашмаринские чтения: сборник материалов IХ Международной научно-практической конференции/составитель А. М. Иванова. Чебоксары: Изд-во Чувашского университета. — 2014. — С. 240—243.
- Вань-а туала удмурт нылпи литература // Удмурт дунне. — 2014. — № 52. — С. 3.
- Актуальные проблемы удмуртской драматургии 1960—1980-х гг. в современном восприятии // Художественный опыт литератур финно-угорских народов: общее и особенное. Сыктывкар: Институт языка, литературы и истории Коми научного центра Уральского отделения РАН . — 2014. — С. 125 −130.
- Фольклор как содержательный и формообразующий фактор современной удмуртской прозы // Художественный опыт литератур финно-угорских народов: общее и особенное. Сборник статей по итогам Всероссийской научной конференции (с международным участием) (Сыктывкар, 21-22 ноября 2013 г.). Сыктывкар, 2014. — С. 19-25.
- Литературные взаимосвязи в трудах ученых региона // Современное удмуртоведение в контексте компаративистики, контактологии и типологии языков: Сборник статей. — Ижевск-Будапешт: Изд-во «Удмуртский университет», 2015. — С. 241—245.

## Награды
- Почетные грамоты администрации города Ижевска (1998)
- Почетные грамоты Государственного комитета Удмуртской республики по науке, высшему и среднему профессиональному образованию (2002)
- Почетные грамоты Государственного Совета Удмуртской Республики (2004)
- Почетные грамоты Союза журналистов России (2007)
- Почетная грамота образования и науки Российской Федерации (2007)
- Почетное звание «Заслуженный деятель науки УР» (05.06.12)